# 壬生浪士
壬生浪士（みぶろうし）あるいは精忠浪士（せいちゅうろうし）は、新選組の前身集団。

## 概要
文久3年（1863年）清河八郎が京へ率いた浪士組を壬生にある新徳寺に代表を集め、尊皇攘夷を目的とする反幕勢力に変化させようとの策略を演説した。
これに同意した者は新徴組として江戸へ帰る事となる。これに同意しなかった近藤勇や芹沢鴨らはその場に残り、新選組を結成するに至る。構成内容は以下参照。新選組となる以前の壬生浪士たちは身なりの貧しさから、「みぼろ」（壬生浪＝みぶろ・みぶろう）と一部の京の人たちに揶揄されていた。また、女性隊士がいたという説もある（新徴組は中沢琴がいた）。

## 初期構成員
創設メンバー24名。日付は死亡年月日。および死因。
芹沢一派
- 芹沢鴨（局長）：文久3年（1863年）9月16日あるいは18日、度重なる乱暴狼藉や酒乱のため土方らに奇襲を受け斬殺。
- 新見錦（局長）：文久3年（1863年）日時不明、素行不良を理由に切腹（9月15日に長州にて切腹したという説あり）。
- 田中伊織：文久3年（1863年）9月13日、暗殺される。
- 平山五郎：芹沢と共に斬殺。
- 平間重助：芹沢暗殺時に運良く討たれず逃亡。その後は消息不明。明治になって故郷水戸に帰ったとの噂がある。
- 野口健司：文久3年（1863年）12月27日、（芹沢暗殺の際は偶然その場にいなかったので難を逃れる）切腹。理由は不明。
- 佐伯又三郎：文久3年（1863年）8月10日、佐々木愛次郎の恋人あぐりに芹沢が手を出そうとし、芹沢に取り入るため佐々木を殺したが佐々木を殺した後あぐりを強姦したため芹沢に殺されたとも、長州藩士に殺されたとも。（諸説あり）。

試衛館一派（近藤一派）
- 近藤勇（局長）：慶応4年（1868年）4月25日、官軍によって板橋宿にて斬首。
- 土方歳三（副長）：明治2年（1869年）5月11日、箱館戦争中に流れ弾が当たり討死。
- 沖田総司：慶応4年（1868年）5月30日、肺結核のため千駄ヶ谷の植木屋平五郎邸にて病死。
- 山南敬助：元治2年（1865年）2月23日、脱走のため、屯所で切腹。（脱走の理由は諸説ある。）
- 永倉新八：大正4年（1915年）1月5日、虫歯を抜いたことによる敗血症で病死。
- 原田左之助：慶応4年（1868年）5月17日、上野戦争の際に重傷を負い、死去。その後満州で馬賊になった、日露戦争の戦場にいた、故郷松山に突然現れたとも言われている。
- 井上源三郎：慶応4年（1868年）1月4日、淀千両松の戦いで討死。
- 藤堂平助：慶応3年（1867年）11月18日、油小路で襲撃を受け、討死。
- 斎藤一：大正4年（1915年）9月28日、胃潰瘍のため死去。試衛館派のメンバーの中で最後の生き残りだった。

殿内・家里・根岸一派
- 殿内義雄：文久3年（1863年）3月25日に四条大橋で近藤らに暗殺される。
- 家里次郎：文久3年（1863年）4月24日に将軍警護の旅先の大阪で、芹沢、近藤一派らに、切腹を強要され切腹。
- 根岸友山：文久3年（1863年）4月下旬、伊勢参りに行くという口実で脱走。明治23年（1890年）12月3日、病死。
- 遠藤丈庵：根岸と共に脱走。その後の消息は不明。
- 清水吾一：根岸と共に脱走。明治5年（1872年）5月27日、死去。
- 鈴木長蔵：根岸と共に脱走。その後の消息は不明。
- 神代仁之助：文久3年（1863年）4月下旬に脱走。その後の消息は不明。
- 粕谷新五郎：文久3年（1863年）に脱隊。後に天狗党の乱に参加し、元治元年（1864年）6月6日に自害。

無所属
- 阿比類鋭三郎：文久3年（1863年）4月6日、元から病弱で体調を崩しており、病死。

## その他隊士
初期構成以降から新選組と名前が変わるまでに入隊した隊士。
文久3年（1863年）5月頃まで
- 佐々木愛次郎：文久3年（1863年）8月2日、何者かによって殺害される。（佐伯説あり。）
- 川島勝司：慶応2年（1866年）、除隊後に新選組だと名乗り、金銭を騙し取ったことが発覚し、切腹させられる。
- 三浦堅太郎：文久3年（1863年）7月までに離隊。
- 佐々木蔵之助：慶応元年（1865年）7月までに離隊。
- 安藤早太郎：元治元年（1864年）7月22日、池田屋事件で負った傷がもとで病死。
- 松原忠司：慶応元年（1865年）9月1日、土方に自分が切った長州藩士の妻の面倒を見ていることを咎められ切腹しようとするも一命を取り留めたが土方との関係が悪化しその女と心中。
- 亀井造酒之助：文久3年（1863年）7月までに離隊。
- 蟻通七五三之進：元治元年（1864年）6月までに脱走？
- 馬詰柳太郎：元治元年（1864年）6月5日、脱走。
- 馬詰信十郎：元治元年（1864年）6月5日、脱走。
- 濱口飛一：元治元年（1864年）6月までに脱走？
- 林信太郎：明治元年（1868年）10月27日、戊辰戦争の際、久留米藩兵によって討たれる。
- 田所弘人：元治元年（1864年）6月までに脱走？
- 島田魁：明治33年（1900年）3月20日、持病の喘息により病死。
- 家木将監：文久3年（1863年）7月までに離隊。
- 中村金吾：慶応3年（1867年）6月までに離隊。
- 山田春隆：文久3年（1863年）7月までに離隊。
- 大松系斎：文久3年（1863年）7月までに離隊。
- 細川内匠：文久3年（1863年）7月までに離隊。
- 杉山腰司：文久3年（1863年）7月までに離隊。

文久3年（1863年）5月25日以降
- 尾形俊太郎：慶応4年（1868年）の会津戦争の際に行方不明。後、故郷の熊本に戻り大正2年（1913年）に病死。
- 山崎丞：慶応4年（1868年）1月13日、鳥羽・伏見の戦いの傷により、江戸に向かう船内で死去。（鳥羽伏見で討死説あり）
- 谷三十郎：慶応2年（1866年）4月1日、急死。病死とも粛清とも言われているが真相は不明
- 尾崎弥兵衛：慶応元年（1865年）11月17日、病死。
- 河合耆三郎：慶応2年（1866年）2月12日、隊内の金銭を無くしてしまい、切腹。
- 酒井兵庫：元治元年（1864年）の池田屋事件以降、慶応元年（1865年）7月頃に脱走し、斬殺。

1863年8月18日まで
- 松永主計：文久3年（1863年）9月26日、長州の間者であった事が露見し、脱走。
- 奥沢栄助：元治元年（1864年）6月5日、池田屋事件の際に討死。即死。
- 楠小十郎：元治元年（1864年）9月26日、長州の間者であった事が露見し、原田に殺害される。
- 土方対馬：元治元年（1864年）6月までに脱走？
- 阿部慎蔵：慶応3年（1867年）に御陵衛士として脱退。明治40年（1907年）1月6日、死去。
- 森六郎：元治元年（1864年）6月までに脱走？
- 山野八十八：箱館戦争前に離隊。明治43年（1910年）、死去。
- 蟻通勘吾：明治2年（1869年）5月11日、箱館戦争の際、戦死。
- 宿院良蔵：慶応4年（1868年）1月6日、橋本の戦いで戦死。
- 尾関雅次郎：明治25年（1892年）2月28日、故郷奈良高取で死去。
- 馬越三郎：池田屋事件以前に、武田観柳斎の男色に困り、土方に訴え、脱退。退職金を元手にガラス商をして成功した。明治になって壬生を訪れる。
- 松崎静馬：八月十八日の政変に参加。以後、不明。
- 篠塚峯蔵：池田屋事件に参加。江戸への隊士募集の際、留守を預かる。
- 藤本彦之助：元治元年（1864年）6月までに脱走？
- 御倉伊勢武：文久3年（1863年）9月26日、長州の間者であった事が露見し、斎藤に殺害される。
- 伊藤与八郎：元治元年（1864年）6月までに脱走？
- 柳田三二郎：慶応元年（1865年）7月までの在隊。以後、脱走？
- 上田金吾：元治元年（1864年）6月までに脱走？
- 和田隼人：元治元年（1864年）6月までに脱走？
- 越後三郎：文久3年（1863年）、長州の間者であった事が露見し、脱走。
- 中村久馬：元治元年（1864年）6月までに脱走？
- 菅野六郎：元治元年（1864年）6月までに脱走？
- 荒木田左馬之助：文久3年（1863年）9月26日、長州の間者であった事が露見し、永倉に殺害される。